# Orania
Orania é um género botânico com 20 espécies pertencente à família Arecaceae. É o único membro da tribo Oranieae.
É originário de Madagáscar e do sudeste da Ásia, desde a Tailândia até à Nova Guiné.
O género foi descrito por Alexander Zippelius e publicado em Algemene Konst- en Letter-Bode 1829(19): 297. 1829. A espécie-tipo é Orania regalis Zipp. ex Blume

## Espécies
As espécies deste género são:
- Orania archboldiana Burret (1939).
- Orania decipiens Becc. (1909).
- Orania disticha Burret (1935).
- Orania gagavu Essig (1980).
- Orania glauca Essig (1980).
- Orania lauterbachiana Becc. (1914).
- Orania longisquama (Jum.) J.Dransf. & N.W.Uhl (1984).
- Orania macropetala K.Schum. & Lauterb. (1900).
- Orania moluccana Becc. (1885).
- Orania oreophila Essig (1980).
- Orania palindan (Blanco) Merr. (1905).
- Orania paraguanensis Becc. (1905).
- Orania parva Essig (1980).
- Orania ravaka Beentje in J.Dransfield & H.Beentje (1995).
- Orania regalis Zipp. ex Blume (1843).
- Orania rubiginosa Becc. (1919).
- Orania sylvicola (Griff.) H.E.Moore (1962).
- Orania trispatha (J.Dransf. & N.W.Uhl) Beentje & J.Dransf. (1995).